# Iago Herrerín Buisán
Iago Herrerín Buisán (nascut el 25 de gener de 1988) és un futbolista professional basc que juga com a porter.

## Palmarès
- 1 Supercopa d'Espanya: 2015 (Athletic Club)[1]